# Kościół Zwiastowania Najświętszej Maryi Panny w Krakowie

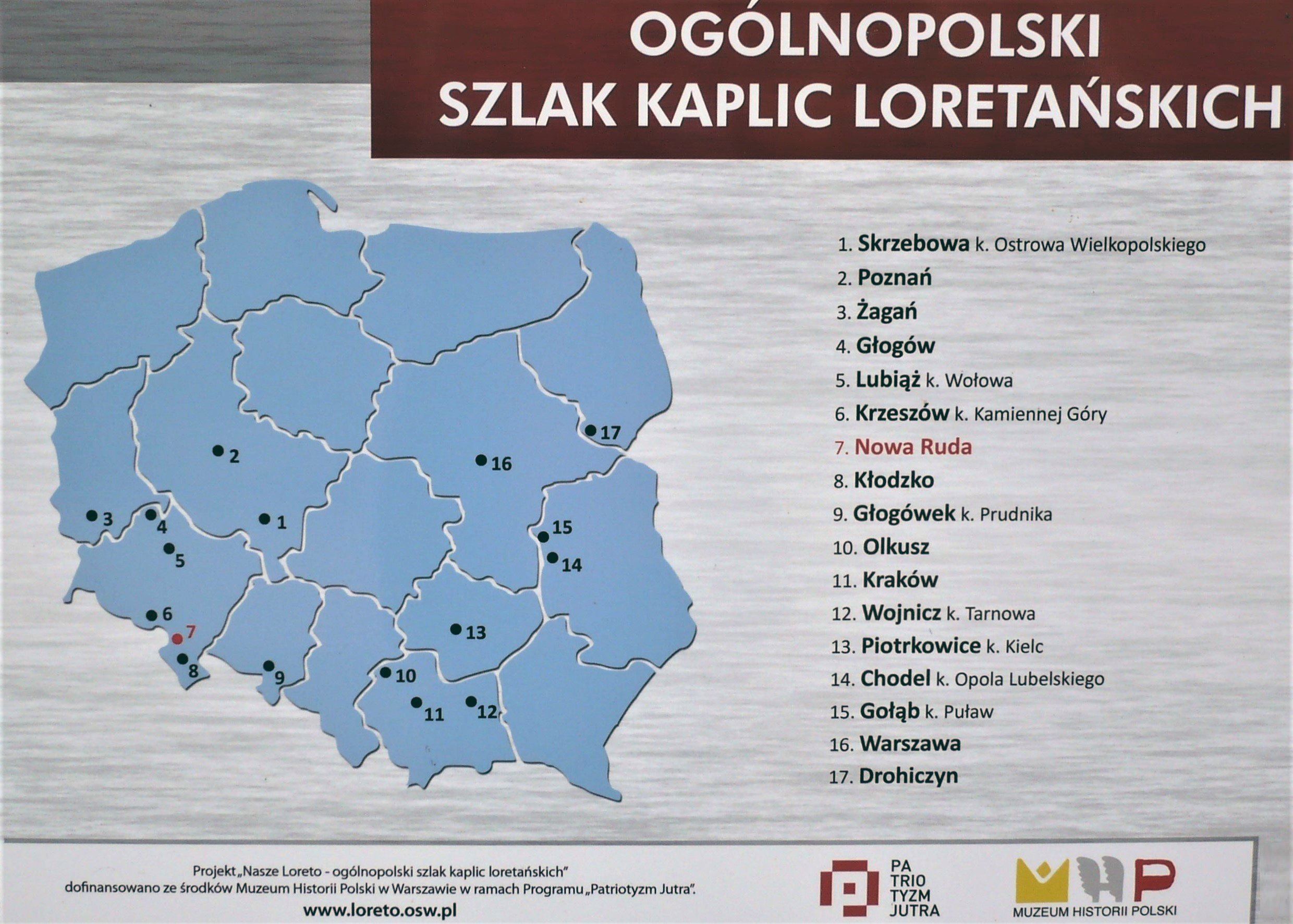
Ogólnopolski Szlak Kaplic Loretańskich

Kościół Zwiastowania Najświętszej Maryi Panny – zabytkowy rzymskokatolicki kościół konwentualny kapucynów znajdujący się w Krakowie, w dzielnicy I Stare Miasto przy ulicy Loretańskiej 11, na Piasku.

## Historia i opis
Kapucyni do Krakowa przybyli w 1695, fundatorem kościoła był chorąży zatorsko-oświęcimski Wojciech Dembiński i to on zaproponował, aby nowej świątyni nadać wezwanie Zwiastowania Najświętszej Marii Pannie. W kościele zachowało się jego epitafium z portretem i marmurowy sarkofag. Pierwszą mszę świętą odprawiono w nowym kościele 15 sierpnia 1700 roku, ale właściwej konsekracji dokonał biskup sufragan Kazimierz Łubieński w 1703.
Kościół wykonano według wzorów baroku toskańskiego, przypomina tradycyjne włoskie świątynie kapucyńskie. W ołtarzu głównym znajduje się obraz z wyobrażeniem Zwiastowania NMP namalowany w 1701 roku przez Piotra Dandiniego z Florencji i przekazany kapucynom krakowskim na polecenie księcia Toskanii Kosmy III Medyceusza.
Po bokach ołtarza zawieszono niewielkie obrazy z wizerunkami św. Franciszka i św. Klary.
Po lewej stronie ołtarza głównego, w bocznym filarze, umieszczono kulę armatnią, która wpadła do prezbiterium w trakcie walk konfederatów barskich z wojskami rosyjskim 15 sierpnia 1768 roku i utkwiła w ścianie.
Ołtarze boczne pochodzą z 1775 roku. W lewym umieszczono figurę św. Józefa z Dzieciątkiem dłuta Tadeusza Błotnickiego z 1903 roku. Kobieta siedząca u stóp św. Józefa jest alegorią Ojczyzny. Jako zasuwy ołtarza używa się wizerunku Chrystusa Miłosiernego, namalowanego w 1944 roku przez Adolfa Hyłę. Tło u dołu wizerunku przedstawia płonącą Warszawę, a jest on wotum mieszkańców Warszawy za ocalenie życia po powstaniu warszawskim i podziękowaniem za schronienie, które w murach klasztoru znaleźli jesienią 1944 roku.
Ołtarz z wizerunkiem św. Erazma, pochodzi z 1763 roku. Przed nim odprawiał msze święte często biskup Kajetan Ignacy Sołtyk, którego ojciec Józef zmarły w 1739 roku jest w tym kościele pochowany.
Wizerunek Matki Boskiej Ostrobramskiej z kolejnego bocznego ołtarza trafił po II wojnie światowej wraz z kapucynami, deportowanymi z Kresów Wschodnich.
Wnętrze kościoła, jego ściany, krużganki klasztorne, kaplice i kruchta pokryte są tablicami pamiątkowymi ku czci wybitnych wodzów, epitafiami wojskowych (m.in. epitafium ku czci Romualda Traugutta, ufundowane przez córki). Ta szczególna kolekcja powstała dlatego, że kapucyni od czasów insurekcji kościuszkowskiej po wybuch I wojny światowej pełnili funkcje kapelanów i towarzyszyli kolejnym powstańcom podczas zrywów narodowych.

## Kaplica Jezusa Ukrzyżowanego
Znajduje się po północnej stronie kościoła. Jest to dawna zakrystia domku loretańskiego. W ołtarzu znajduje się krucyfiks z nieistniejącego kościoła karmelitów bosych z ul. Poselskiej.

## Tułaczka
W prawym bocznym ołtarzu znajduje się figura Matki Bożej zwana Tułaczką. Pochodzi ona z fasady kamienicy Suskiego przy ulicy Grodzkiej 24 i uległa nadpaleniu w czasie pożaru miasta w 1850 roku, w 1899 została podarowana kapucynom. Przez 5 lat szukano dla niej odpowiedniego miejsca: była w bocznej kaplicy, w krużgankach i na klasztornych korytarzach. Z powodu tych ciągłych wędrówek nazwano ją Tułaczką. Ostatecznie w 1904 roku w 50. rocznicę ogłoszenia dogmatu o Niepokalanym Poczęciu NMP ustawiono ją w bocznym ołtarzu. Według tradycji była ulubionym wizerunkiem przed którym modliła się Helena Modrzejewska.

## Domek Loretański
Po północnej stronie kościoła stoi domek loretański – kaplica z początku XVIII wieku. Przy jego narożniku, na placyku przed kościołem stoi, także XVIII-wieczna figura św. Jana Nepomucena.

## Mogiła Konfederatów Barskich
W pobliżu klasztoru w czasie walk w dniu 12 sierpnia 1768 roku poległo kilku nieznanych z imienia i nazwiska konfederatów barskich. Postanowiono ich pochować we wspólnej mogile przed klasztorem. W 1993 roku postawiono na ich grobie kolejny już krzyż z niewielką pamiątkową tabliczką. Krzyż ozdobiony symbolami Męki Pańskiej poświęcił biskup sufragan Julian Groblicki.

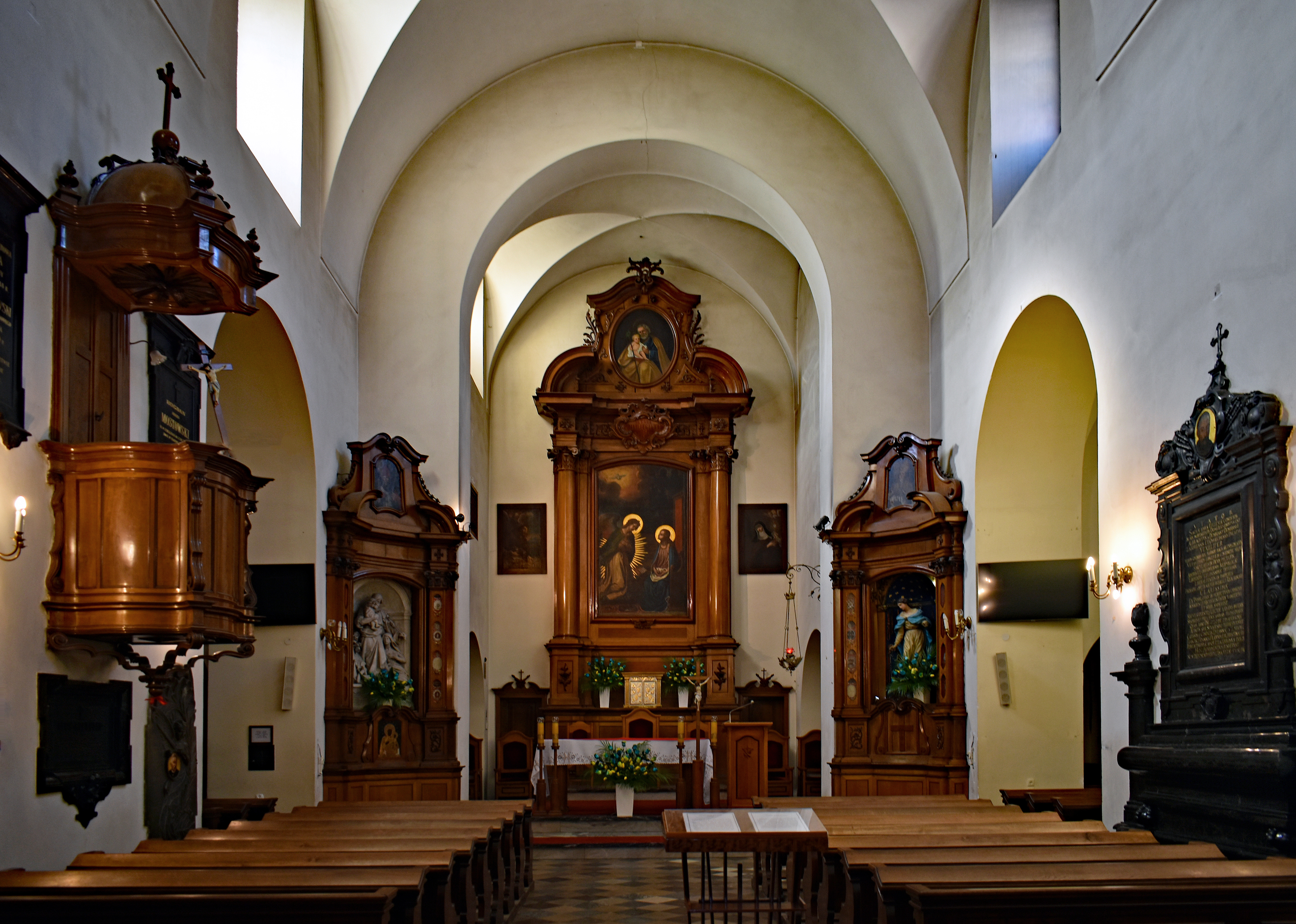
Wnętrze kościoła
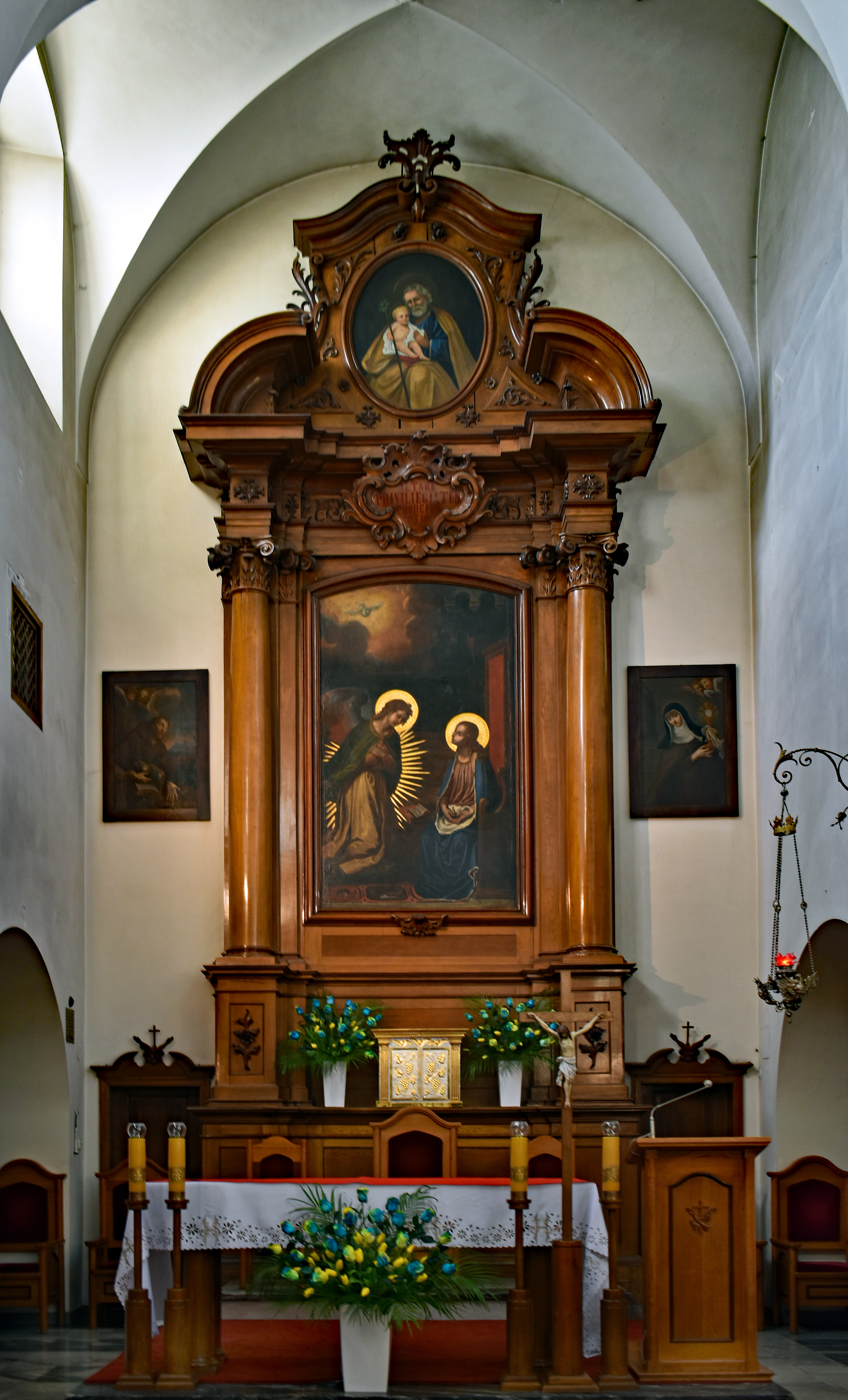
Główny ołtarz z obrazem Zwiastowania
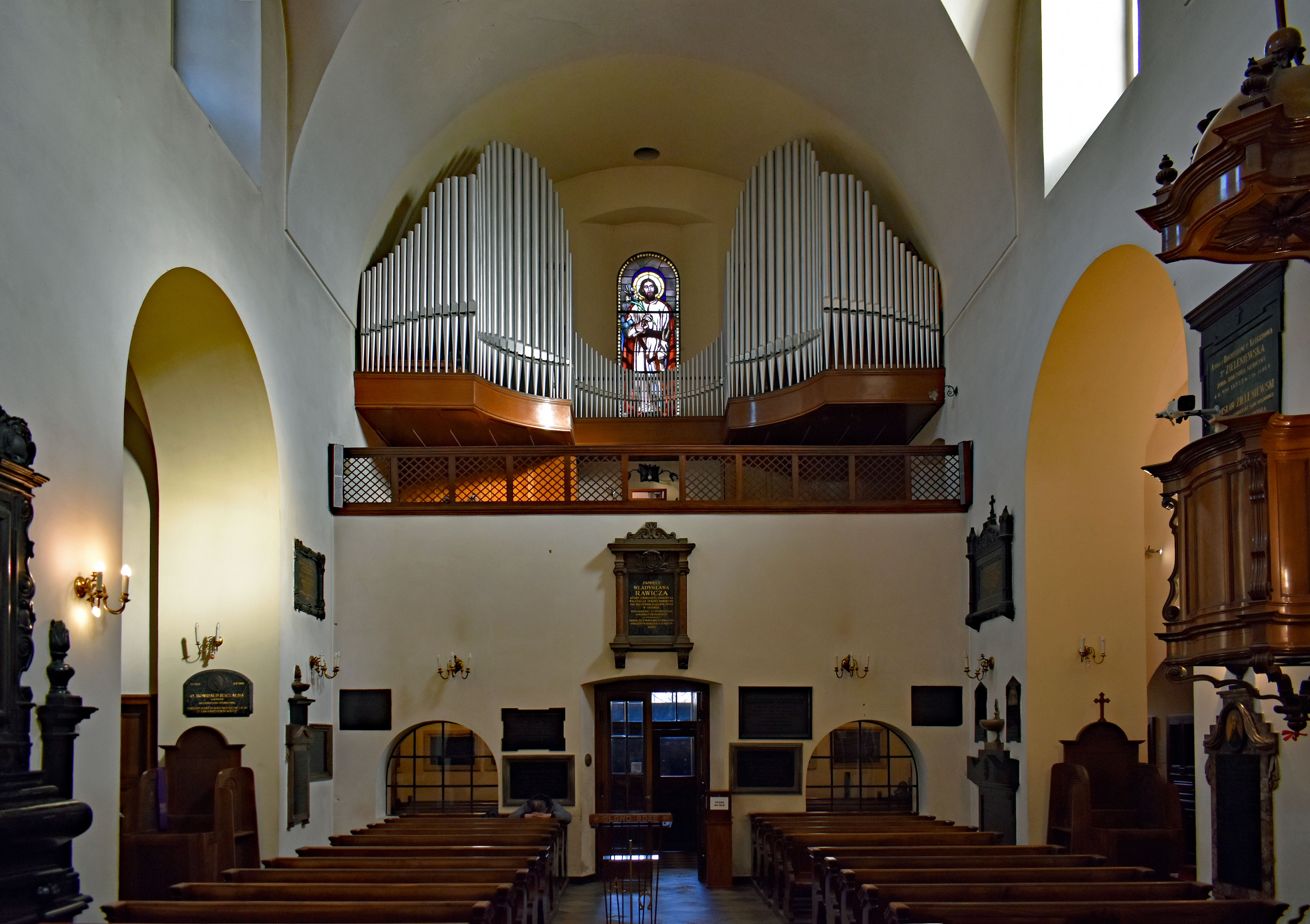
Wnętrze, chór i organy
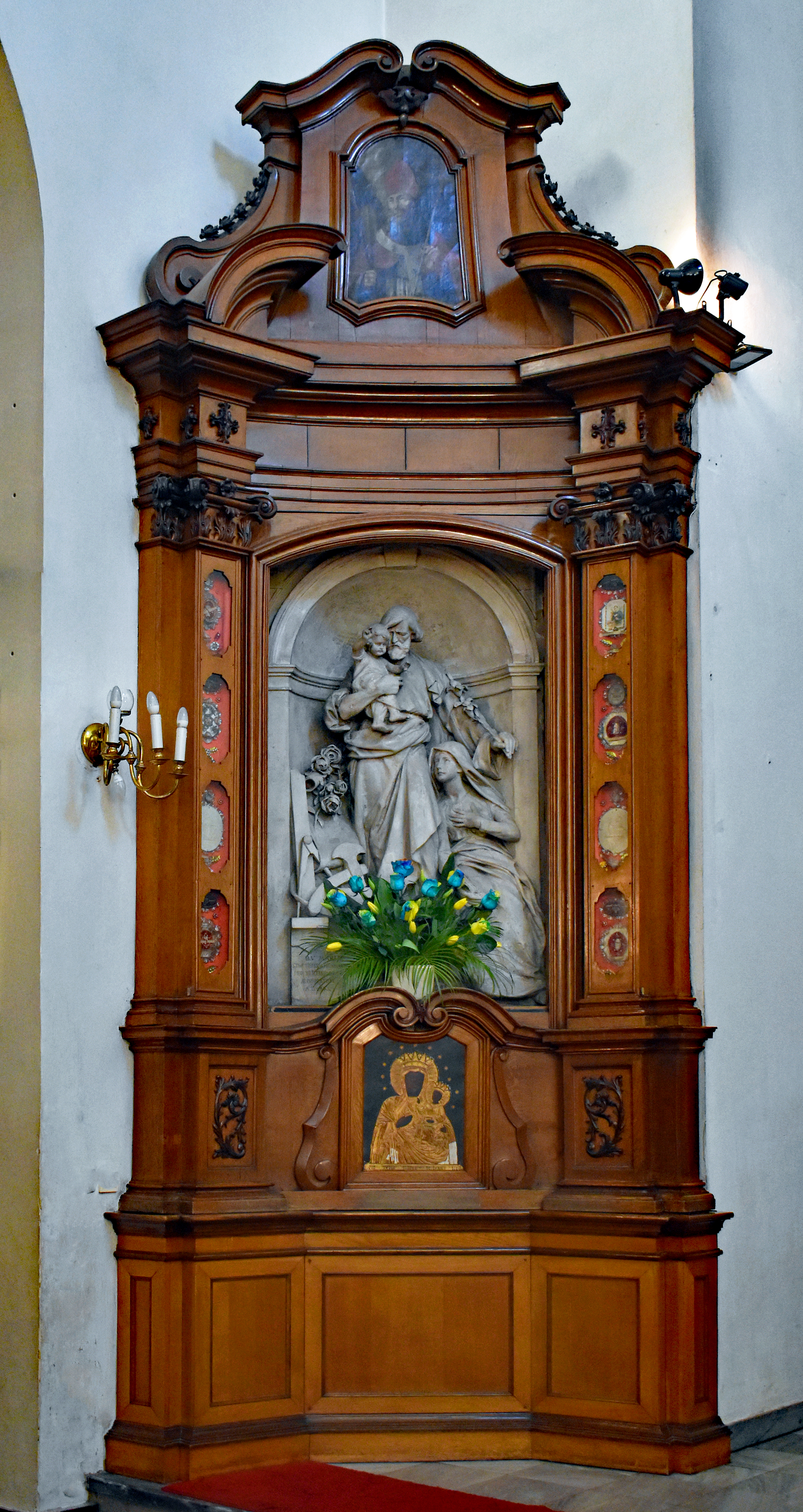
Lewy boczny ołtarz, św. Józef z Dzieciątkiem rzeźba Błotnickiego
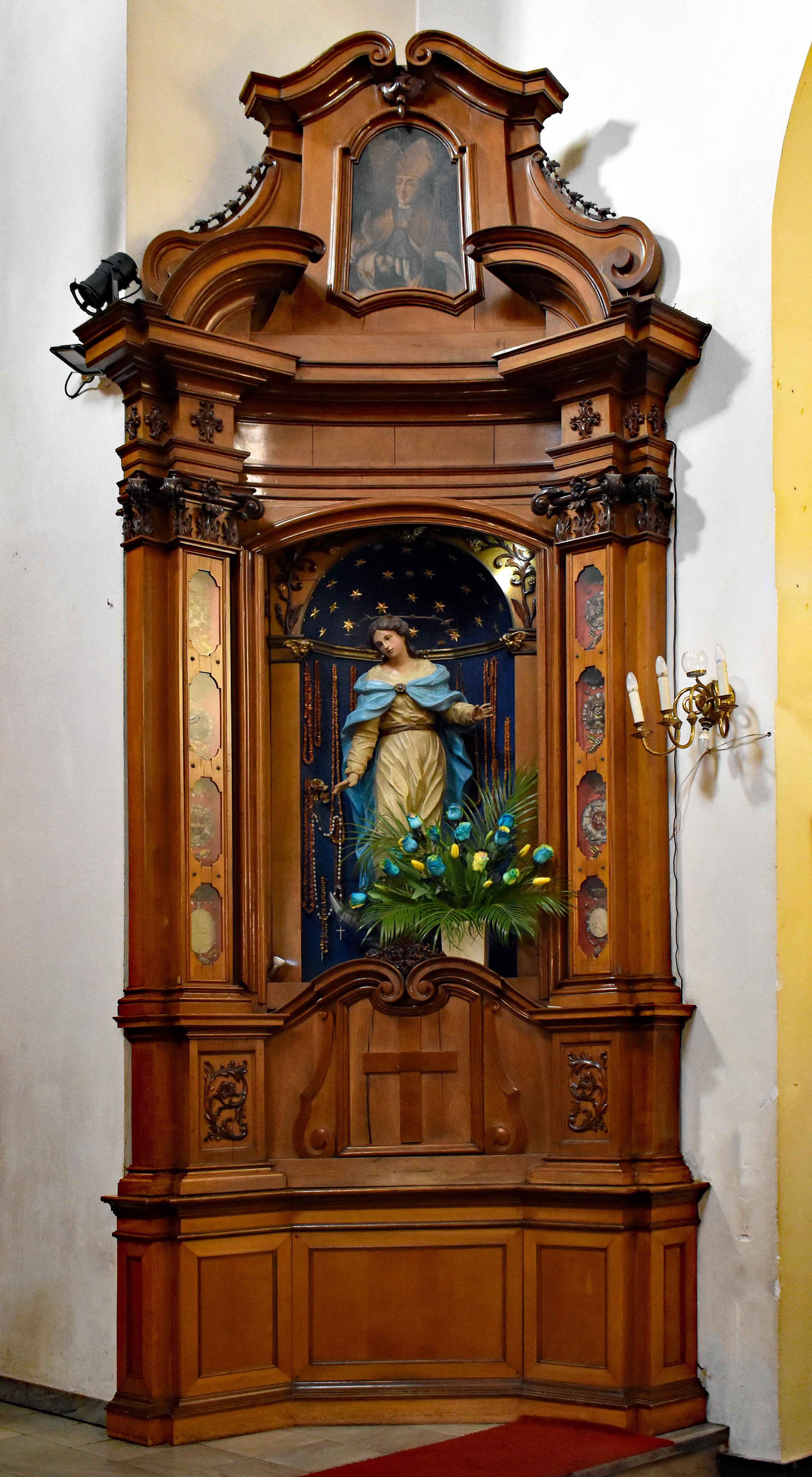
Prawy boczny ołtarz i „Tułaczka”
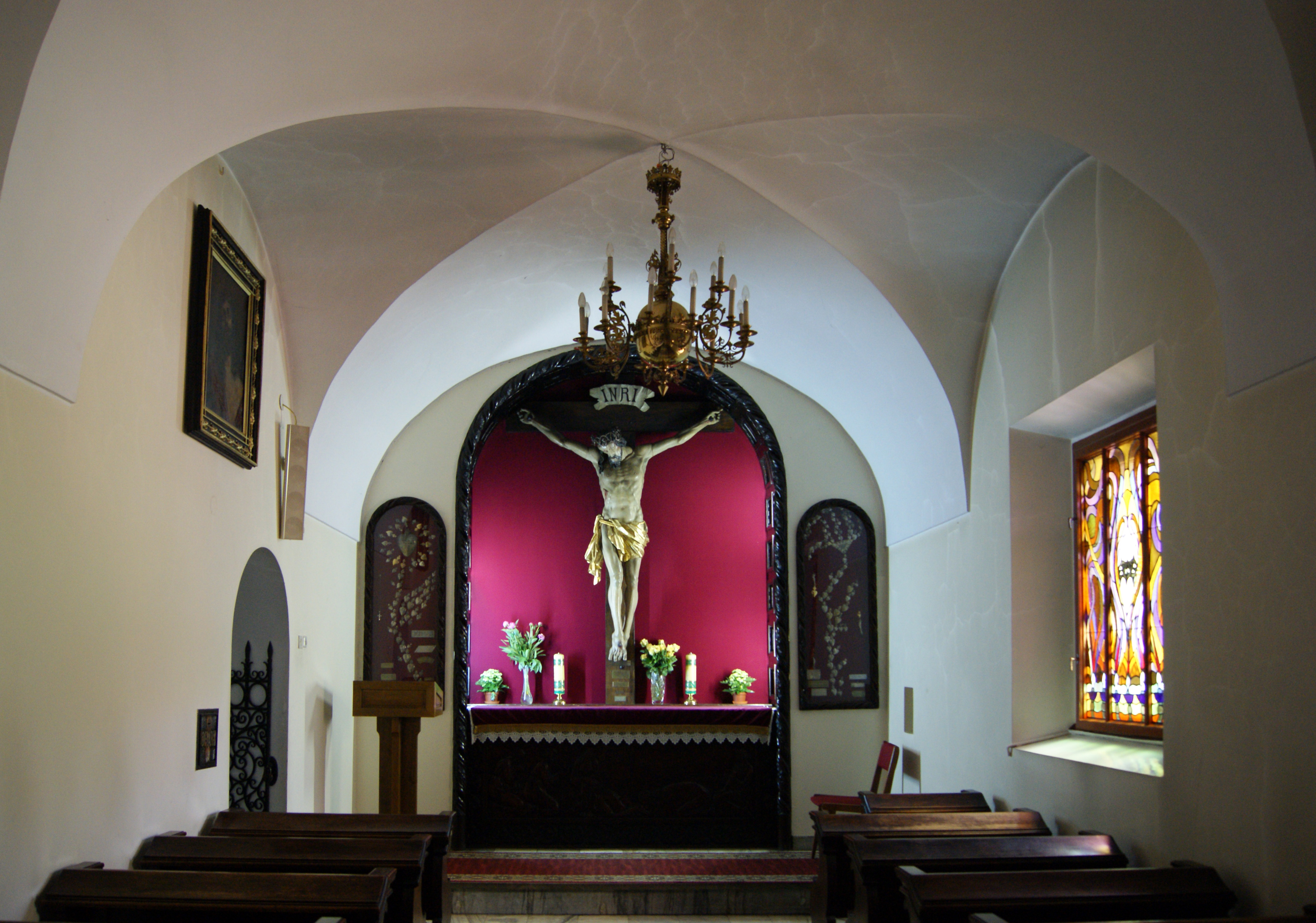
Kaplica Jezusa Ukrzyżowanego
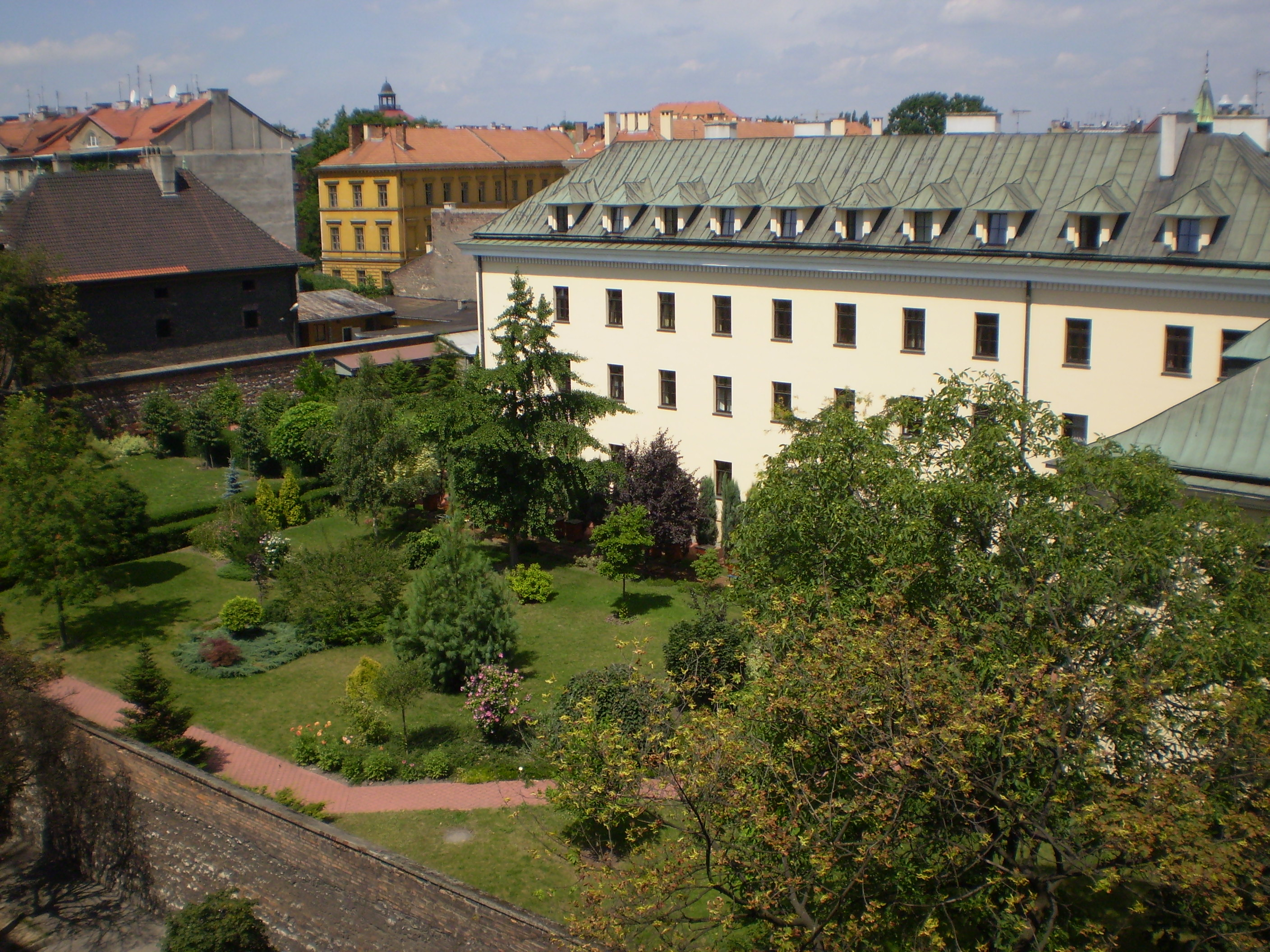
Klasztor oo. kapucynów
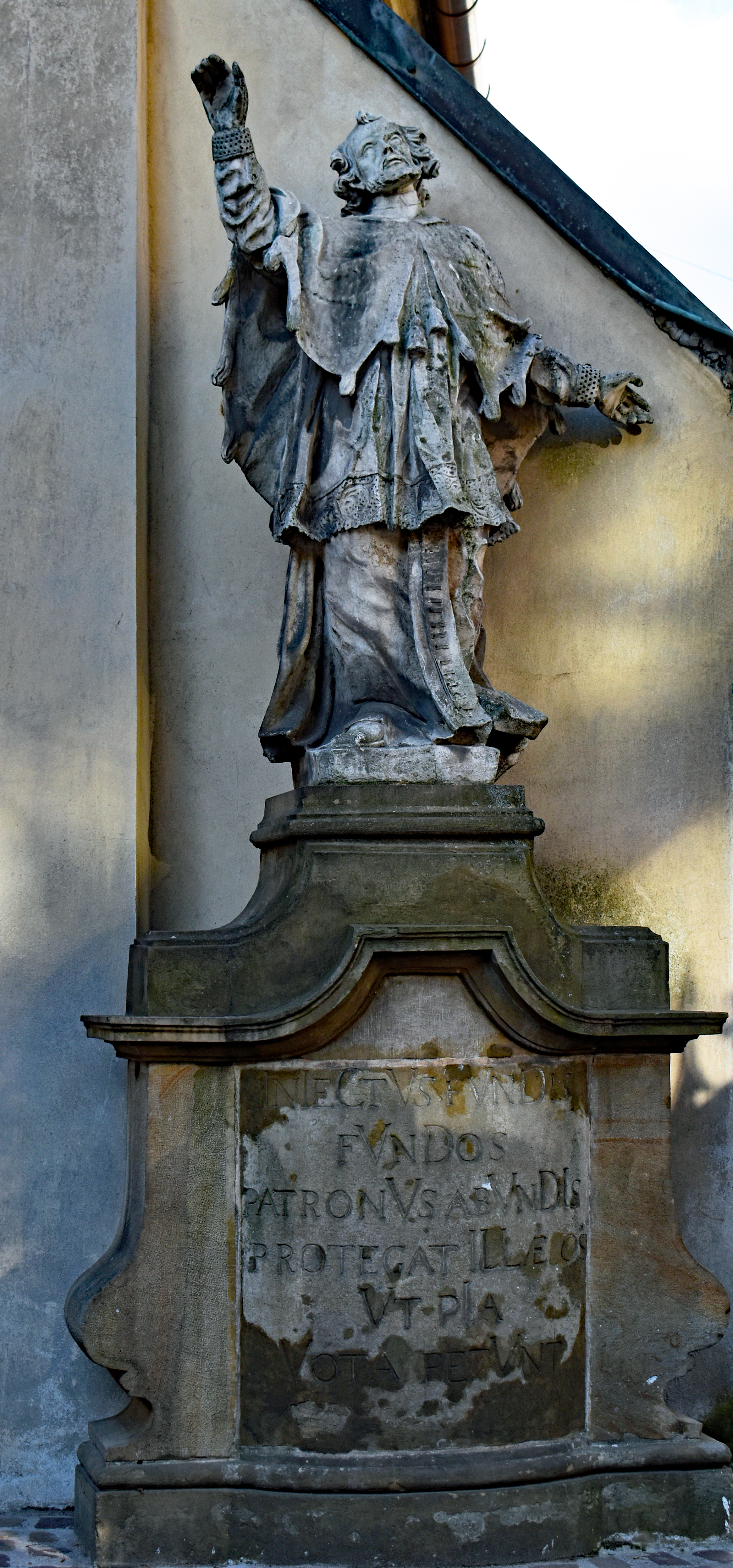
Figura św Jana Nepomucena
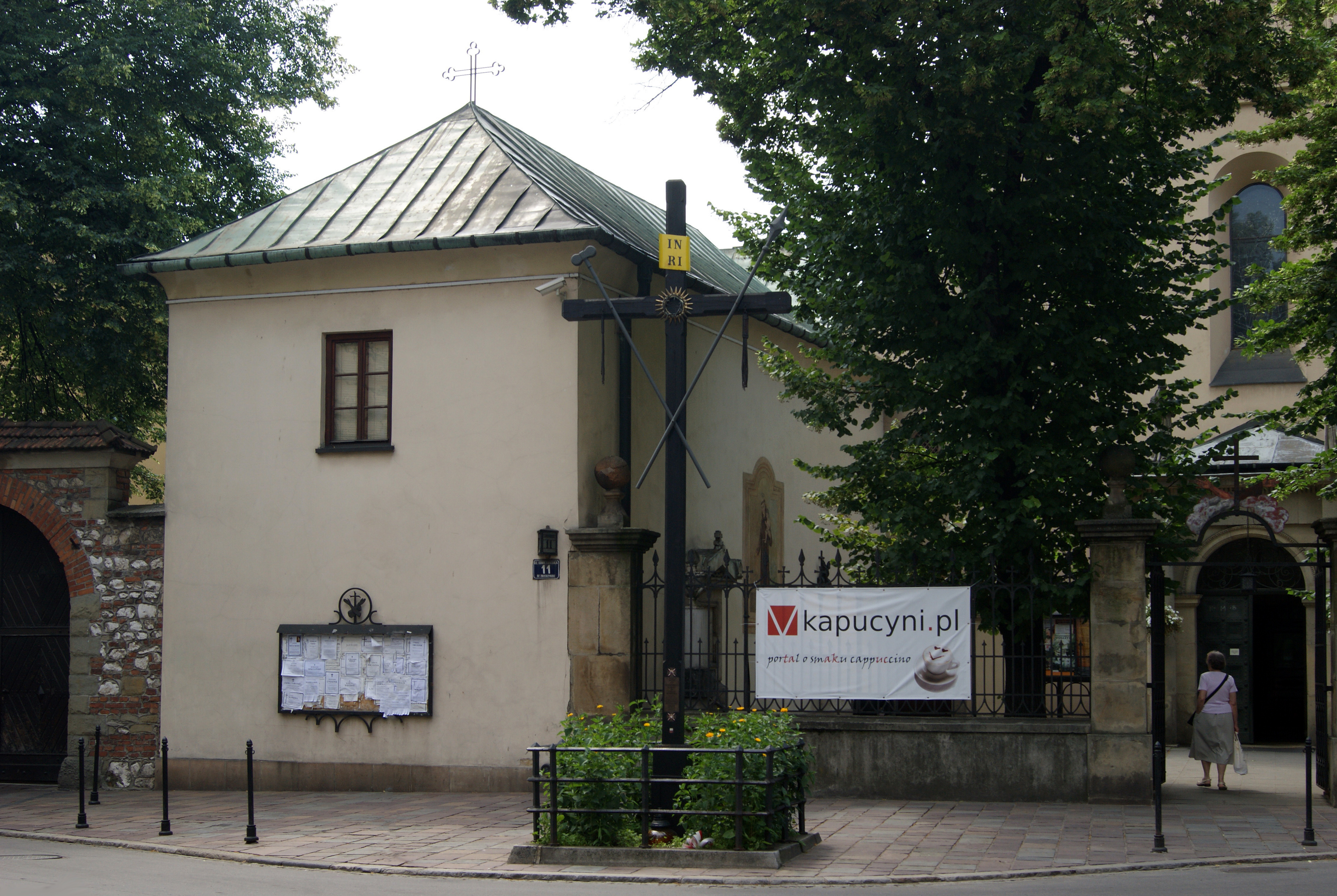
Mogiła konfederatów barskich